# Guillermo Barros Schelotto
Guillermo Barros Schelotto (* 4. května 1973) je bývalý argentinský fotbalový útočník/ofenzivní záložník. Po konci hráčské kariéry se stal trenérem, od ledna 2019 působí v klubu Los Angeles Galaxy. Většinu své hráčské kariéry odehrál v argentinských klubech Gimnasia La Plata a CA Boca Juniors, čtyři sezony odehrál v americké lize Major League Soccer v dresu Columbusu, v roce 2008 byl vyhlášen nejlepším hráčem ligy.

## Klubová kariéra
S profesionálním fotbalem začal v Gimnasia La Plata, za kterou v pěti sezonách odehrál 181 zápasů. V roce 1996 dostal nabídku od jednoho z nejslavnějších klubů Argentiny, River Plate, klubová legenda Enzo Francescoli v něm ale neviděla potenciál a z přestupu sešlo. V září 1997 přestoupil jiného slavného klubu, do Bocy Juniors. Za Bocu odehrál 10 let, ve kterých nastoupil do 300 zápasů. V roce 2007 podepsal dvouletý kontrakt s americkým celkem Columbus Crew, působícím v Major League Soccer. Svoji nejlepší sezonu v USA odehrál v roce 2008, kdy byl čtyřikrát vyhlášen Hráčem týdne, jednou Hráčem měsíce, zaznamenal 19 asistencí a 7 gólů a byl vyhlášen nejlepším hráčem MLS.

## Reprezentační kariéra
Barros Schelotto v letech 1995 až 1999 nastoupil do deseti reprezentačních zápasů. V roce 1995 s Argentinou vyhrál Panamerické hry.

## Trenérská kariéra
Po ukončení hráčské kariéry se dal na trenérskou dráhu. Spolu se svým bratrem Gustavem v červenci 2012 převzali CA Lanús. V lednu 2016, poté, co mu vypršel kontrakt v Lanúsu, se stal trenérem italského Palerma. Kvůli administrativním problémům ale Palermo muselo najmout Giovanniho Tedesca a Schelotto seděl na lavičce jako „manažer týmu“. V únoru 2016 Schelotto oficiálně rezignoval. V březnu se stal trenérem Bocy Juniors. S Bocou dvakrát vyhrál ligu a probojoval se do finále Copy Libertadores, kde prohráli s River Plate. V lednu 2019 se stal trenérem amerického Los Angeles Galaxy v Major League Soccer.

## Soukromý život
Jeho bratr-dvojče Gustavo je také fotbalistou, s Guillermem působil v Gimnasia La Plata a krátce i v Boce Juniors. Od roku 2012 spolupracují, Guillermo jako hlavní kouč a Gustavo je jeho asistentem. Guillermo Barros Schelotto je ženatý, s manželkou Matilde má tři syny, Máxima, Nicoláse a Santiaga. Jeho synovci Juan, Salvador a Tomás Cataldiovi a Bautista Barros Schelotto jsou fotbalisté; jeho otec, Hugo Barros Schelotto, byl v roce 1983 prezidentem Gimnasii La Plata.